# Лабатека
Лабатека (исп. Labateca) — город и муниципалитет в северо-восточной части Колумбии, на территории департамента Северный Сантандер. Входит в состав Юго-Восточного субрегиона.

## История
Поселение, из которого позднее вырос город, было основано 11 ноября 1620 года. Муниципалитет Лабатека был выделен в отдельную административную единицу в 1930 году.

## Географическое положение
Город расположен в юго-восточной части департамента, в гористой местности Восточной Кордильеры, на расстоянии приблизительно 62 километров к югу от города Кукута, административного центра департамента. Абсолютная высота — 1553 метра над уровнем моря.
Муниципалитет Лабатека граничит на севере и востоке с территорией муниципалитета Толедо, на юге и юго-западе — с муниципалитетом Читага, на западе — с муниципалитетом Памплона, на северо-западе — с муниципалитетом Памплонита. Площадь муниципалитета составляет 253 км².

## Население
По данным Национального административного департамента статистики Колумбии, совокупная численность населения города и муниципалитета в 2015 году составляла 5867 человек.
Динамика численности населения муниципалитета по годам:
| 2005 | 2006 | 2007 | 2008 | 2009 | 2010 | 2011 | 2012 | 2013 | 2014 | 2015 |
| ---- | ---- | ---- | ---- | ---- | ---- | ---- | ---- | ---- | ---- | ---- |
| 5852 | 5847 | 5844 | 5842 | 5841 | 5842 | 5844 | 5848 | 5853 | 5859 | 5867 |

Согласно данным переписи 2005 года мужчины составляли 53,2 % от населения Лабатеки, женщины — соответственно 46,8 %. В расовом отношении белые и метисы составляли 99,9 % от населения города; негры, мулаты и райсальцы — 0,1 %.
Уровень грамотности среди всего населения составлял 89,3 %.

## Экономика
54,7 % от общего числа городских и муниципальных предприятий составляют предприятия торговой сферы, 31,3 % — предприятия сферы обслуживания, 11,9 % — промышленные предприятия, 2,1 % — предприятия иных отраслей экономики.